# Cathédrale de Härnösand
La cathédrale de Härnösand (Härnösands domkyrka) située à Härnösand (Suède) a été construite en 1846.
La première église de Härnösand a été construite en 1593. Elle a été brûlée par les troupes russes pendant la Grande guerre du Nord en 1721.
L'église actuelle a été édifiée en 1846 selon les plans de John Hawerman. C'est la plus petite cathédrale de Suède. L'orgue date de 1975.